# Жировски Врх Светега Урбана
Жировски Врх Светега Урбана (словен. Žirovski Vrh Svetega Urbana) је насељено место у општини Горења вас-Пољане, Горењска регија, Словенија.

## Историја
До територијалне реорганизације у Словенији био је у саставу старе општине Шкофја Лока.

## Становништво
У попису становништва из 2011. године, Жировски Врх Светега Урбана је имао 137 становника.
| Број становника према пописима | Број становника према пописима | Број становника према пописима |
| ------------------------------ | ------------------------------ | ------------------------------ |
| 1991                           | 2002                           | 2011                           |
| 138                            | 123                            | 137                            |

Напомена: Од 1955. до 1994. исказивано под именом Жировски Врх над Зало.